# Großhabersdorf

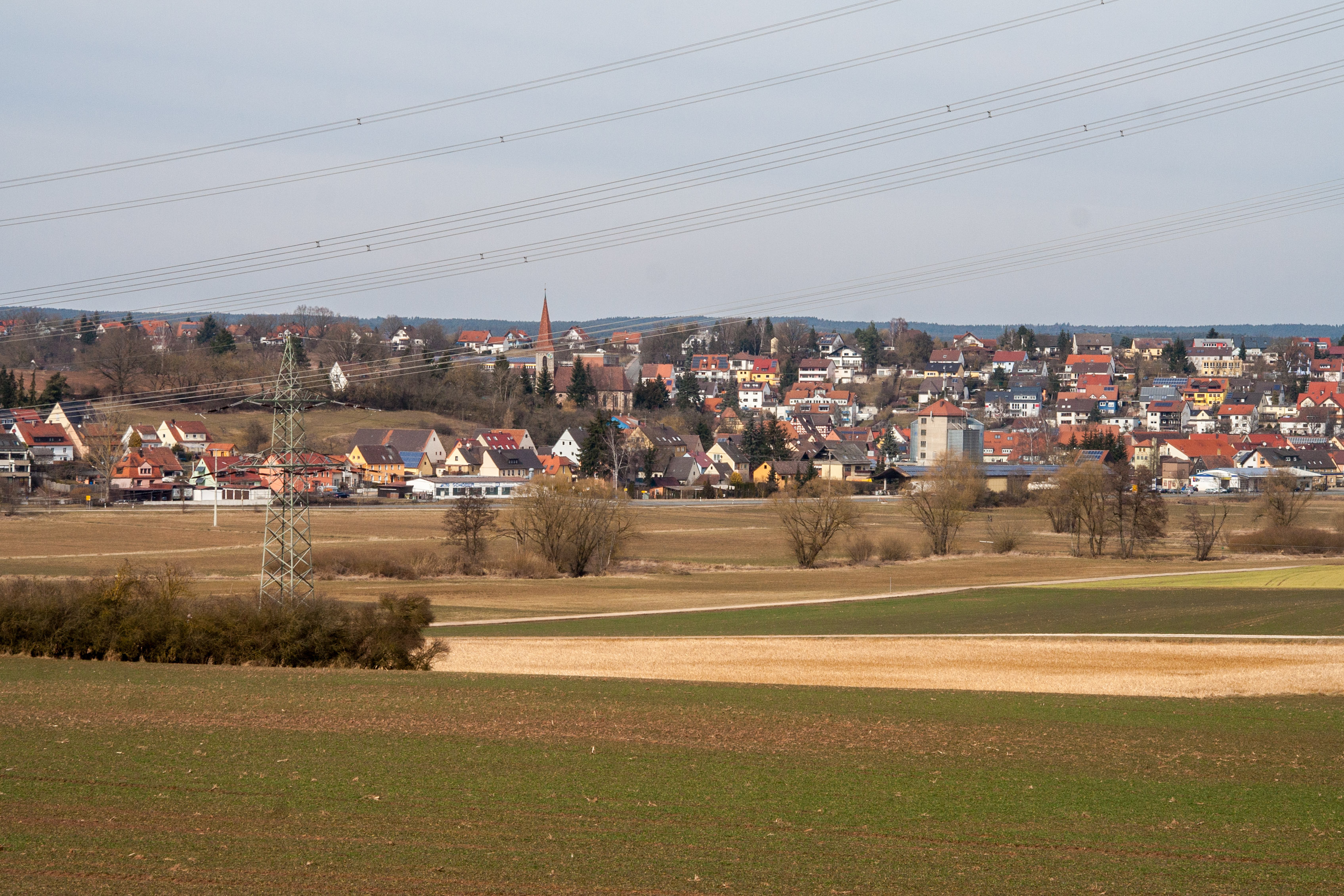
Großhabersdorf

Großhabersdorf – miejscowość i gmina w Niemczech, w kraju związkowym Bawaria, w rejencji Środkowa Frankonia, w regionie Industrieregion Mittelfranken, w powiecie Fürth. Leży w Okręgu Metropolitarnym Norymbergi, około 21 km na południowy zachód od Norymbergi i ok. 12 km od Zirndorfu, nad rzeką Bibert.

## Dzielnice
W skład gminy wchodzą następujące dzielnice: 
| - Bronnenmühle - Fernabrünst - Großhabersdorf - Hornsegen - Oberreichenbach - Schwaighausen | - Stammesmühle - Unterschlauersbach - Vincenzenbronn - Weihersmühle - Wendsdorf - Ziegelhütte |  |

## Polityka
Wójtem od 2002 jest Lothar Birkfeld (CSU). Rada gminy składa się z 16 członków:
|      | CSU | SPD | FW | Zieloni | Razem     |
| 2002 | 6   | 5   | 4  | 1       | 16 miejsc |

### Współpraca
Miejscowości partnerskie:
- Aixe-sur-Vienne, Francja
- Malinska-Dubašnica, Chorwacja
- Święciechowa, Polska